# Hallucination (skladba, Sissal)
»Hallucination« je pesem ferske pevke Sissal, s katero je zastopala Dansko na Pesmi Evrovizije 2025. Pesem je napisala skupaj s Chrisom Rohde-Friskom, Line Spangsberg, Linneo Deb, Malthom Johansenom in Melanie Gabriella Hayrapetian.

## Pesem Evrovizije
Danska radiotelevizija (RTL) je 6. februarja 2025 objavila, da je pesem »Hallucination« v izvedbi Sissal ena izmed 8 tekmovalnih pesmi na Dansk Melodi Grand Prix 2025, nacionalnem izboru Danske za Pesem Evrovizije 2025. V finalu, ki je potekal 1. marca 2025, je zmagala. Dosegla je 38 točk, 1 točko več od drugo uvrščenega Tima Schoua in s tem pridobila pravico zastopati Dansko na Pesmi Evroviziji 2025.
Tekmovanje za Pesem Evrovizije 2025 je potekalo v St. Jakobshalle v Baslu v Švici in je bilo sestavljeno iz dveh polfinalov, ki sta potekala 13. in 16. maja, ter finala 17. maja 2025. Danska je nastopila v drugem polfinalu ter se uvrstila v finale, kjer je zasedla 23. mesto s 47 točkami.

## Lestvice
| Chart (2025)                | Peak position |
| --------------------------- | ------------- |
| Grčija (IFPI)               | 87            |
| Litva (AGATA)               | 54            |
| Švedksa (Sverigetopplistan) | 8             |
| UK Indie Breakers (OCC)     | 10            |
| UK Singles Sales (OCC)      | 8             |